# Rohynia
Rohynia (ukr. Рогиня) – wieś na Ukrainie, w  obwodzie iwanofrankiwskim, w rejonie horodeńskim.